# Mümü Nunatak
Mümü Nunatak är en nunatak i Antarktis. Den ligger i Östantarktis. Nya Zeeland gör anspråk på området. Toppen på Mümü Nunatak är 538 meter över havet.
Terrängen runt Mümü Nunatak är kuperad österut, men åt sydväst är den bergig. Havet är nära Mümü Nunatak åt nordost. Trakten är obefolkad. Det finns inga samhällen i närheten. 